# Michel Legrand
Michel Legrand (Párizs, 1932. február 24. – Párizs, 2019. január 26.) háromszoros Oscar- és ötszörös Grammy-díjas francia zeneszerző, karmester, dzsesszzongorista.

## Életútja
Harmadik felesége Macha Méril színésznő-producer volt, 2014-től 2019-es haláláig.

## Diszkográfia
- I Love Paris (1954)
- Holiday in Rome (1955)
- Castles in Spain (1956)
- Bonjour Paris (1957)
- C'est magnifique (1957)
- Legrand in Rio (1958)
- The Columbia Album of Cole Porter (1958)
- Paris Jazz Piano (1959)
- The New I Love Paris (1959)
- Legrand Jazz (1959)
- Strings On Fire (1962)
- Michel Legrand Big Band Plays Richard Rodgers (1963)
- Archi-Cordes (1964)
- Plays for Dancers (1964)
- Violent Violins (1967)
- Cinema Legrand (1967)
- At Shelly's Manne-Hole (1968)
- Twenty Songs of the Century (1974)
- Atlantic City (1980)
- After the Rain (1983)
- Michel Plays Legrand (1993)
- Michel Legrand Big Band (1995)
- Michel Legrand by Michel Legrand (2002)
- Entre elle et lui (2013)

Stan Getz-cel
- Communications '72 (1972)

Lena Horne-nal
- Lena & Michel (1975)

Bud Shankkel
- Windmills of Your Mind (1969)

Sarah Vaughannal
- Sarah Vaughan with Michel Legrand (1972)

Frankie Laine-nel
- Foreign Affair (1958)
- Reunion in Rhythm (1958)

## Fontosabb filmjei
- Cléo 5-től 7-ig (Cléo de 5 à 7) (1961)
- Éli az életét (Vivre sa vie) (1962)
- Cherbourgi esernyők (Les Parapluies de Cherbourg) (1964)
- Élet a kastélyban (La Vie de château) (1966)
- Kedves csirkefogó (Tendre voyou) (1966)
- A rochefort-i kisasszonyok (Les Demoiselles de Rochefort) (1967)
- A Thomas Crown-ügy (The Thomas Crown Affair) (1968)
- Zebra kutatóbázis (Ice Station Zebra) (1968)
- Piszkos játék (Play Dirty) (1969)
- A medence (La Piscine) (1969)
- A hölgy az autóban szemüveggel és puskával (La Dame dans l’auto avec des lunettes et un fusil) (1970)
- Kamaszkorom legszebb nyara (Summer of 42) (1971)
- Szoba Párizsban (A Time for Loving) (1971)
- A három testőr – A királyné nyaklánca (The Three Musketeers) (1973)
- Atlantic City (1980)
- Széplány ajándékba (Le Cadeau) (1982)
- Yentl (1983)
- Az élet megy tovább (Paroles et musique) (1984)
- Szemenszedett szenzáció (Switching Channels) (1988)

## Díjai
- Oscar-díj (1968, 1971, 1983)
  - Legjobb eredeti dal (Best Original Song) (1968, The Windmills of Your Mind)
  - Legjobb eredeti filmzene (Best Original Dramatic Score) (1971, Kamaszkorom legszebb nyara)
  - Best Original Song Score and Its Adaptation or Best Adaptation Score (1983)
- Golden Globe-díj (1969)
- BAFTA-díj (1972)
- Grammy-díj
  - Best Instrumental Composition (1971, 1972, 1975)
  - Best arrangement accompanying vocalist (1972)
  - Best Jazz Performance by a Big Band (1975)